# Thomas Luhaka
Thomas Luhaka Losenjola, né le 18 novembre 1964 à Kindu, est un homme politique de la république démocratique du Congo. Il est successivement député, président de l’Assemblée nationale et vice-premier ministre. 
De 2016 à 2019, il occupe le poste de ministre des Infrastructures, des Travaux publics et de la Reconstruction dans les gouvernements Badibanga et Tshibala depuis le 19 décembre 2016 puis, de 2019 à 2021, ministre de l'Enseignement supérieur et universitaire du gouvernement Ilunga.

## Biographie

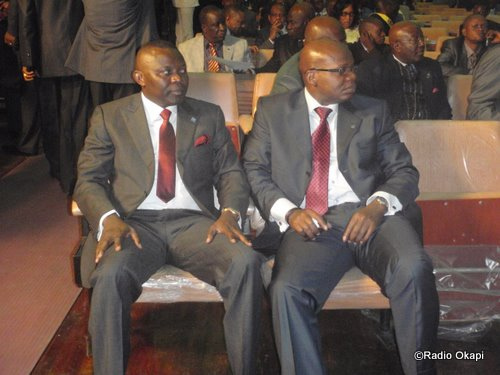
Vital Kamerhe (à gauche) et Thomas Luhaka (à droite) en septembre 2010.

Luhaka est né le 18 novembre 1964 à Kindu dans la province du Maniema. Petit-fils du feu Colonel Lufungula, notable du Maniema et influent ancien combattant de la Force publique, Thomas Luhaka apparaît en politique après la démission[Quand ?] sur pression du MLC de Olivier Kamitatu à la présidence de l'Assemble nationale de la RDC durant la transition[réf. nécessaire].

### Études et Carrière
Il est élève à l’école primaire Saint-Georges de Kintambo, il fait son cycle d’orientation à l’Institut Badiadingi et obtient un brevet d’aptitude professionnelle en électricité à l’Institut technique et professionnel de la Gombe. Il obtient un diplôme de technicien en télécommunication à l’Institut supérieur des techniques appliquées, (ISTA en sigle).
Il étudie ensuite à l’université Panthéon-Assas (Paris II) où il obtient un diplôme d’études approfondies (DEA) en droit en 1995 et une maîtrise en sciences politiques en 1996. Il y est assistant-professeur de 1996 à 1998.
Il est assistant professeur au Centre universitaire extension de Bunia de 1999 à 2001.
Il est membre du mouvement rebelle du RCD-Goma de 1998 à 1999. Il sera même ministre de la Défense dans le mouvement rebelle du Rassemblement Congolais pour la Démocratie/Kisangani avant de passer dans le mouvement rebelle du Mouvement de Libération du Congo du chef rebelle Jean-Pierre Bemba.
En 2003, il est secrétaire du MLC, jusqu'en 2015.
Il est président de l’Assemblée nationale en 2006.
Il est vice-Premier ministre, ministre des Postes et Télécommunications (PT) et des Nouvelles technologies de l’information et de la communication (NTIC) dans le gouvernement Matata II depuis le 8 décembre 2014. Enoch Ruberangabo Sebineza est vice-ministre des PT-NTIC et Ève Bazaiba, le remplace au poste de secrétaire général du MLC.
Il est le président du Mouvement Libéral, parti membre du Front commun pour le Congo (FCC).

### Vie privée
Il est l'oncle de Théodore Luhaka, qui a été au centre d'une affaire médiatico-judiciaire au sujet des circonstances de son interpellation par la police française.